# (26169) Ishikawakiyoshi
(26169) Ishikawakiyoshi est un astéroïde de la ceinture principale.

## Description
(26169) Ishikawakiyoshi est un astéroïde de la ceinture principale. Il fut découvert le 21 décembre 1995 à Ōizumi par Takao Kobayashi. Il présente une orbite caractérisée par un demi-grand axe de 2,27 UA, une excentricité de 0,07 et une inclinaison de 5,7° par rapport à l'écliptique.

## Compléments